# クリストファー・ジョーダン・ロサーレス・ゴンサレス
クリストファー・ロサーレス（Cristofer Rosales、1994年10月6日 - ）は、ニカラグアのプロボクサー。マナグア出身。元WBC世界フライ級王者。
世界4階級制覇王者ローマン・ゴンサレスは従兄弟伯父（クリストファーの母親とローマン・ゴンサレスが従兄妹同士に当たる）。

## 来歴
2013年5月25日、地元マナグアにてマルコス・アラウスを相手にプロボクサーとしてデビュー戦を戦い、1回TKO勝ちでデビューを飾った。
その後は順調にキャリアを積むが、その間には2015年3月28日、シェフィールドのシェフィールド・アリーナにてカリッド・ヤファイ（イギリス）とノンタイトル戦で戦い判定負けを喫した。
2017年2月24日、地元マナグアにて開催されたWBCラテンアメリカライトフライ級王座決定戦をセバスチャン・サンチェス（メキシコ）と行い、3-0の判定勝ちで王座を獲得し、その後2度防衛した。
2017年の10月21日、ポルデノーネのパラスポート・マウリジオ・クリサフリにて、WBCインターナショナルフライ級王座決定戦をモハメド・オブバディ（イタリア）と行い7回終了後、棄権した為王座を獲得した。
2018年4月15日、横浜市の横浜アリーナにて、WBC世界フライ級王者比嘉大吾（白井・具志堅）に挑戦する予定だったが、比嘉が試合前日の計量でリミットを900gオーバーして失格となり、比嘉の王座が剥奪される状況下での試合となったが、ロサレス自身が勝てば王座獲得という条件で迎えた本番の試合では、長いリーチを生かしたパンチなどで主導権を握り、9回1分14秒で相手陣営から試合を棄権する申し出があったことによりTKO勝ちを収め王座を獲得した。
2018年8月18日、北アイルランドのベルファストでIBF世界フライ級14位のパディ・バーンズ（北アイルランド）と初防衛戦を行い、4回KO勝ちで王座の初防衛に成功した。
2018年12月22日、ロンドンのO2アリーナでチャーリー・エドワーズ（英国）と対戦し、12回判定負けを喫し2度目の防衛に失敗し王座から陥落した。
2019年12月20日、アリゾナ州のトーキング・スティック・リゾート・アリーナでフリオ・セサール・マルティネスとWBC世界フライ級王座決定戦で対戦し、9回1分19秒TKO負けを喫し王座返り咲きに失敗した。
2024年10月13日、有明アリーナで元WBAスーパー・WBC世界ライトフライ級統一王者ならびにWBC世界フライ級1位の寺地拳四朗とWBC世界同級王座決定戦を行い、ロサーレスの鼻骨骨折によるレフェリーストップで11回6秒TKO負けとなり、王座獲得ならず。

## 獲得タイトル
- ニカラグアフライ級王座
- WBAフェデセントロライトフライ級王座
- WBCラテンアメリカライトフライ級王座
- WBCラテンアメリカフライ級王座
- WBCインターナショナルフライ級王座
- WBC世界フライ級王座（防衛1）